# Kenneth Walker
Kenneth Newton Walker (né le 17 juillet 1898 à Los Cerrillos au Nouveau-Mexique et mort au combat le 5 janvier 1943 à Rabaul, en actuelle Papouasie-Nouvelle-Guinée) est un brigadier général de l'United States Army Air Forces qui eut une grande influence sur le développement de doctrines de combat aérien, particulièrement au cours de la Seconde guerre mondiale. Il reçut à titre posthume la Medal of Honor.

## Biographie
Walker rejoint l'United States Army en 1917, après l'entrée en guerre des Américains. Il s'entraîne en tant que pilote et devient instructeur de vol. En 1920, après la fin de la guerre, il s'occupe d'une commission de l'armée.
Après un service dans différentes affectations, Walker sort du Air Corps Tactical School en 1929, et y sert comme instructeur. Peu avant l'entrée en guerre des États-Unis, Walker devient l'un des quatre officiers assignés au Air War Plans Division, chargé de développer les doctrines et tactiques aériennes américaines en vue de la guerre contre l'Allemagne et le Japon.
Durant la bataille de Wau, le 5 janvier 1943, de Port Moresby : six B-17 et six B-24 décollent pour bombarder un convoi japonais en direction de la Nouvelle-Guinée. Un convoi de dix navires avec 50 000 tonnes de marchandise. 950 kg de bombes sont larguées à partir de 2 600 m d'altitude. La mission selon hits[Quoi ?] de neuf navires, totalisant 50 000 tonnes. Un navire marchand japonais est coulé et deux navires sont endommagés, deux B-17 sont abattus, y compris celui de Walker.
En mars 1943, le président Franklin Delano Roosevelt décore Kenneth Walker de la Medal of Honor à titre posthume au cours d'une cérémonie à la Maison-Blanche. Il est l'un des 38 médaillés de l'US Army Air Forces lors de la Seconde guerre mondiale.